# Utrzymywanie pokoju
Utrzymanie pokoju – rodzaj operacji wsparcia pokoju następującej po zawarciu porozumienia lub zawieszenia broni.
Stanowi jeden z głównych instrumentów Organizacji Narodów Zjednoczonych, służący szeroko rozumianemu zapewnieniu pokoju i bezpieczeństwa. Jednym z celów ONZ jest utworzenie takich warunków, które zapewnią trwały pokój i bezpieczeństwo. Dla zapewnienia tego celu ONZ jest upoważniona do stosowania odpowiednich środków dla zapobiegania oraz usuwania zagrożeń i naruszeń pokoju, a także tłumienia aktów agresji. W przypadku zaistnienia sytuacji zagrożenia Rada Bezpieczeństwa ONZ decyduje o podjęciu misji pokojowej.
Zadaniem sił pokojowych jest:
- monitorowanie i obserwowanie procesów pokojowych dotyczących utrzymywania pokoju w krajach dotkniętych konfliktami oraz krajach powojennych
- wsparcie dotyczące budowania pokoju dla ludności w krajach powojennych.

Owa pomoc dla danego kraju dotkniętego konfliktem realizowana jest poprzez środki budowy zaufania, wspieranie wyborów(prezydenckich, parlamentarnych – w celu odbudowy kraju), popieranie w działaniach państwa prawa oraz umacnianie rozwoju gospodarczego i społecznego. Siły pokojowe składają się głównie z żołnierzy, policjantów oraz pracowników cywilnych.
Do utrzymania pokoju (peacekeeping) zaliczamy także:
- peacemaking (tworzenie pokoju)
- peacebuilding (budowę pokoju)

Przykładem sił, których zadaniem jest utrzymanie pokoju w danym rejonie są siły UNPROFOR (ang. United Nations Protection Force – Siły Ochronne Organizacji Narodów Zjednoczonych) działające w Bośni i Hercegowinie w latach 1992–1995.